# Joanny Drevet
Pour les articles homonymes, voir Drevet.
Joanny Drevet, né le 13 janvier 1889 à Lyon où il est mort le 21 octobre 1969 , est un artiste peintre et graveur français.

## Biographie
Jules Joanny Drevet naît à Lyon le 13 janvier 1889, il est le troisième enfant du graveur Joannès Drevet.
Passionné dès 12 ans par le dessin, Joanny Drevet entame sa carrière d'illustrateur en 1923 avec la parution d'un porte-folio de 32 eaux-fortes intitulé En Savoie.
Autodidacte et individualiste, il cherche à améliorer sa technique et invente et met au point un procédé mêlant l'aquatinte, le trait et la couleur,. Il présente au Salon des artistes français de 1929 la gravure Le Pont Saint-Esprit.
En 1931, il fait la connaissance de Charles Maurras avec lequel il publie Paysages et Cités de Provence, Les étangs au mistral et Paysages mistraliens.
Élu à l'Académie de Lyon le 6 juin 1939 , il termine sa vie entre son atelier rue Sainte-Colombe (actuellement rue Joannès Drevet) et sa maison de Chindrieux, en Chautagne,. Il est enterré au cimetière de Loyasse, allée 54 bis.

## Œuvre
Joanny Drevet a laissé une œuvre extrêmement importante de lavis, d'eaux-fortes et d'aquatintes, en particulier sur la Savoie et le Dauphiné.
Les ouvrages qu'il a illustré sont:
- En Savoie (1923)
- Hautecombe, abbaye royale (1926)
- Grenoble, paysages et impressions (1927)
- Paysages et cités de la vallée du Rhône (1928)
- Laurette ou les amours lyonnaise (1929)
- En altitude (1930)
- Splendeur et solitude de la Grande Chartreuse (1931)
- Marie Bourgogne (1931)
- Paysages et Cités de Provence (1932)
- Calixte, ou l'introduction à la vie lyonnaise (1934)
- Si Stendhal revenait (1934)
- Ancienne abbatiale Saint-Martin d'Ainay et ses annexes (1935)
- Au seuil des Alpes en Savoie (1936)
- Vienne la belle (1937)
- Le charme des pays de l'Ain (1938)
- Le mont Revard (1939)
- Trois Noël d'alpins (1939)
- Les étangs au mistral (1941)
- Paysages mistraliens (1943)
- En Maurienne (1947)
- Chapelles votives dans la campagne provençale (1955)